# 遠い夏休み
「遠い夏休み」（とおいなつやすみ）は、日本の歌。作詞：杏子、作曲・編曲：COIL、歌：杏子。1999年8月から9月まで、NHKの音楽番組『みんなのうた』で放送された。

## 概要
この曲は、夏休みに好きな人が転校してしまうが、好きということが言い出せないでいる様子を季節感溢れる歌詞で描写している。
2008年8月には、9年ぶりにラジオで再放送され、2年後の2010年8月には、11年ぶりにテレビで再放送された。
2021年8月ではテレビのみ、『パンダ・ダ・パ・ヤッ』・『やさしさの玉手箱』・『ラジャ・マハラジャ―』と共に再放送したが、『パンダ』・『やさしさ』と共にワンコーラス放送された（『ラジャ』はフルコーラス）。

## 収録作品

### アルバム
| 収録アルバム                       | 発売日         | 規格品番  | 備考                   |
| ---------------------------------- | -------------- | --------- | ---------------------- |
| 『taking a trip down MEMORY LANE』 | 1999年10月27日 | POCH-1861 | 杏子のベスト・アルバム |